# Otto Heinrich Warburg
Otto Heinrich Warburg (Friburgo in Brisgovia, 8 ottobre 1883 – Berlino, 1º agosto 1970) è stato un medico e fisiologo tedesco, figlio di Emil Warburg.

## Biografia
Otto Warburg, figlio del fisico Emil Warburg, nel 1901 riceve l'Abitur umanistico presso Friedrichswerderschen Gymnasium di Berlino. Conclude gli studi in scienze naturali con specializzazione in chimica alla Albert-Ludwigs-Universität Freiburg, nel 1903 perfeziona gli studi di chimica alla Friedrich-Wilhelms-Universität di Berlino (oggi Humboldt-Universität). Il 14 dicembre 1903 supera il Verbandsexamen con Siegmund Gabriel come primo accademico nella facoltà di chimica. Nel 1905 conclude gli studi in medicina a Berlino, Monaco di Baviera e Heidelberg. Nel 1906 viene promosso Dottore a Berlino da Emil Fischer Dr. phil., nel 1911 a Heidelberg come Dr. med. e diventa medico clinico assistente con Ludolf von Krehl. Un anno più tardi viene abilitato (Habilitation) per la facoltà di fisiologia di Heidelberg.

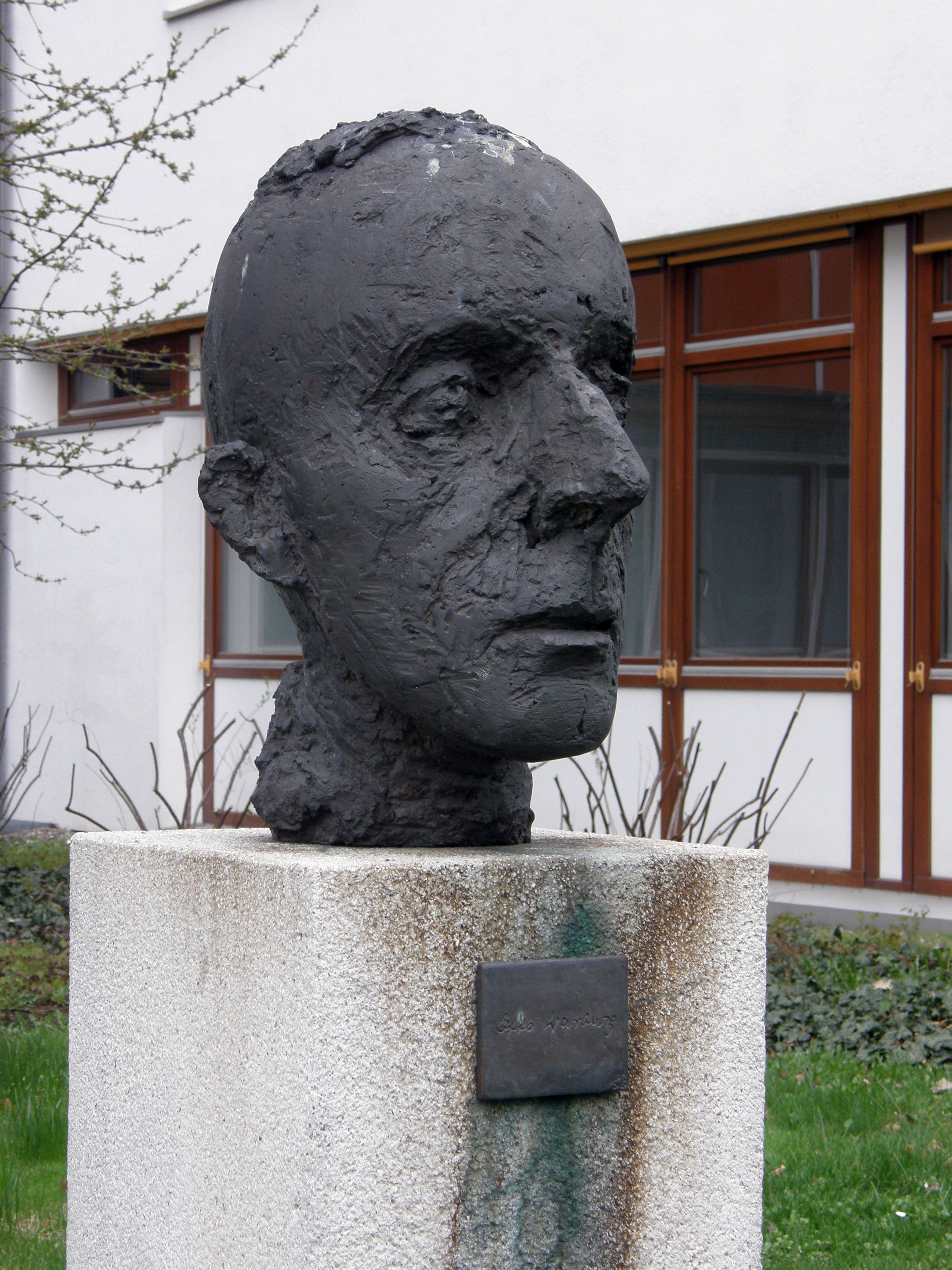
Busto presso il Biomedizinischen Campus Berlin-Buch

## Carriera
Dal 1931 al 1953 fu direttore del Kaiser Wilhelm Institute, ora Max Planck Institute, per la fisiologia cellulare a Berlino. Studiò a fondo il metabolismo dei tumori, in particolar modo le caratteristiche della loro respirazione cellulare.  Per le sue scoperte sulla natura e sul meccanismo di azione del cosiddetto enzima giallo (di Warburg), vinse nel 1931 il Premio Nobel per la medicina. Pubblicò gran parte dei risultati dei suoi lavori nei testi Il metabolismo dei tumori e Nuovi metodi di fisiologia cellulare.
Scrisse anche La prima causa e la prevenzione del cancro che presentò il 30 giugno 1966 a Lindau, sul Lago di Costanza in Germania, nel corso di una celebre lezione tenuta ad un congresso di vincitori del Premio Nobel. Egli notò che i tessuti cancerosi avevano un pH basso, causato dall'acido lattico prodotto durante la fermentazione, e ipotizzò fosse la causa della carcinogenesi stessa. Tuttavia la sua teoria perse man mano fondamento allorché Alfred George Knudson, in seguito ai suoi studi sul retinoblastoma infantile, sviluppò la cosiddetta "teoria di Knudson", già teorizzata nel 1953 da Carl Nordling, che ipotizzava che la causa del cancro fosse l'accumulo di mutazioni del DNA cellulare. Ad oggi questa è l'ipotesi più tenuta in considerazione dalla comunità scientifica, teoria che ha trovato conferma su come l'insieme di mutazioni di oncogeni e geni oncosoppressori porti allo sviluppo di un tumore.
Fu uno dei maestri di Hans Adolf Krebs scopritore dell'omonimo ciclo.

## L'effetto Warburg
Warburg individuò come differenza fondamentale tra le cellule sane e quelle cancerose la velocità di flusso della glicolisi: questo evento è oggi indicato come effetto Warburg. Infatti le cellule tumorali possono presentare livelli di attività glicolitica fino a 200 volte superiori a quelli dei tessuti sani, anche in presenza di grandi concentrazioni di ossigeno. Questo evento fu spiegato da Warburg negli anni trenta attraverso l'osservazione di un elevato consumo locale di ossigeno, che ne genera concretamente una carenza nelle cellule tumorali, con conseguente innalzamento dei livelli di glicolisi. Nelle cellule tumorali non si verifica l'effetto Pasteur che rallenta la glicolisi in presenza di una adeguata quantità di ossigeno.
Oggi sappiamo che la mutazione delle cellule e gli oncogeni sono la causa dei tumori e l'effetto Warburg non è causa dei tumori, come sostiene l'ipotesi di Warburg, ma ne è piuttosto il risultato.
Questo effetto ha delle conseguenze molto rilevanti in alcune applicazioni biomediche. Infatti l'elevata glicolisi delle cellule tumorali può essere utilizzato come fattore diagnostico di un tumore, come fattore per la valutazione di efficacia del trattamento, nonché per una esatta localizzazione della massa tumorale attraverso tecniche di imaging mediate da un radiotracciante per PET come il fluorodeossiglucosio (un substrato modificato della esochinasi).

## Onorificenze
- Otto-Warburg-Medaille

La Gesellschaft für Biochemie und Molekularbiologie (GBM) annualmente consegna la Otto-Warburg-Medaille. La Otto-Warburg-Medaille è la più alta onorificenza in ambito delle scienze naturali biochimica in Germania. Sette premiati sono anche premi Nobel.
- Otto-Warburg Chemie-Stiftung

Premi Nobel presso la Universität Bayreuth hanno creato la Fondazione Otto-Warburg Chemie-Stiftung per lo studio della chimica e annualmente consegna il premio Otto Warburg-Vorlesung.
La tomba di Warburg è presso il Friedhof Dahlem al campo 4 come Ehrengrab del Landes Berlin.